# 루빈 경기장

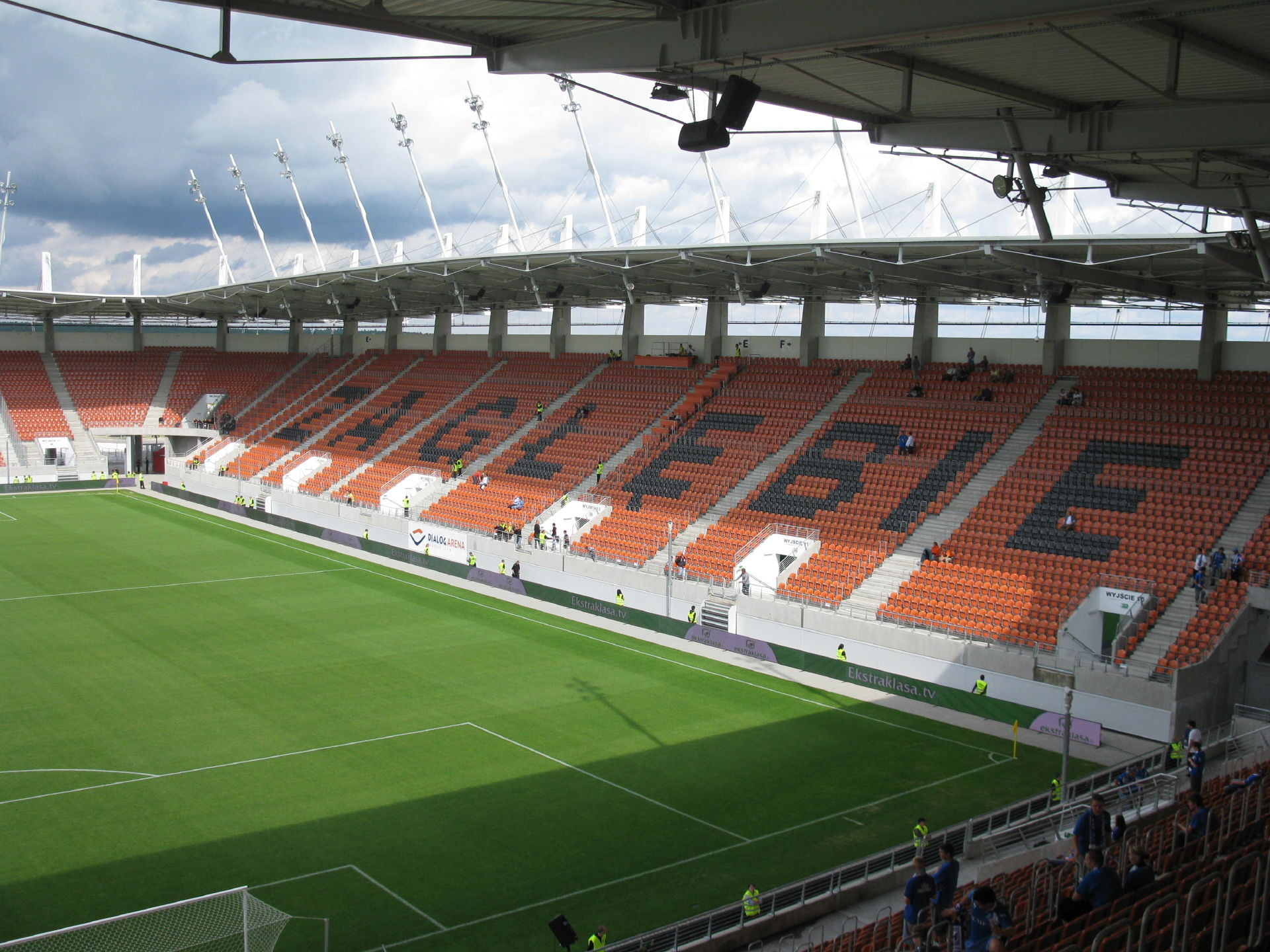
루빈 경기장

루빈 경기장(폴란드어: Stadion w Lubinie)은 폴란드 루빈에 있는 축구 경기장이다. 이 경기장은 16,300명을 수용할 수 있으며 2009년 3월 14일에 완공되었다. 현재는 대부분 축구 경기를 하는 데에 이용되고 있으며 폴란드 1부 축구 클럽팀인 자그웽비에 루빈의 홈구장으로 사용되고 있다.